# ANVO
De Algemeene Nederlandsche Vrouwen Organisatie (afgekort ANVO) was een Nederlandse feministische politieke vrouwenpartij in de periode 1919-1924.
De ANVO vond haar oorsprong in een twistpunt binnen de Vereeniging voor Vrouwenkiesrecht. In 1916 had zich een groep afgescheiden van deze vereniging, die zich De Neutrale noemde. Splijtpunt was dat de VvVK zich naar de mening van De Neutrale te veel verbond met de bestaande 'mannenpartijen'. Slechts een specifieke partij voor vrouwen zou volgens De Neutrale de vrouwenbelangen kunnen waarborgen. In januari 1919 werd de ANVO opgericht, voornamelijk door leden van De Neutrale. Voorzitster was schrijfster Nine Minnema, een ander prominent bestuurslid was arts en feministe Catharine van Tussenbroek. Om de partij voor een zo groot mogelijke groep vrouwen aantrekkelijk te maken, werden enkel de basisbeginselen van de partij (voornamelijk gelijkstelling van mannen en vrouwen en zorg voor moeders) vastgelegd. Op andere gebieden hadden de leden 'vrij mandaat'.
De ANVO groeide al snel tot 1500 leden, maar bij verkiezingen was ze minder succesvol. Bij de gemeenteraadsverkiezingen in Amsterdam in 1921 bleef de partij ver van een zetel, en ook de Tweede Kamerverkiezingen van 1922 (6.001 stemmen, 0,2%) waren geen succes. Inmiddels was de partij in november 1921 gefuseerd met een andere vrouwenpartij, de Feministische Partij, wat weer nieuwe spanningen meebracht: De Feministische Partij bracht zaken als ontwapening en sociale hervorming in het partijprogramma. De oude ANVO-leden verzetten zich tegen de inperking van het vrij mandaat, terwijl de FP'ers juist het bestaan van dit vrij mandaat bezwaarlijk vonden. Vanaf 1921 leidde dit tot een snel slinkend ledenaantal, terwijl de partij ook in financiële problemen zat vanwege de kosten van de verkiezingscampagne van 1922.
Uiteindelijk ging de ANVO in 1924 samen met de Democratische Partij van Jan Ernst Heeres, die wel bekendstond als 'de meest feministische man van Nederland'. De fusiepartij behield de naam Democratische Partij, en het waren ook de oude DP'ers die na de fusie de boventoon voerden, hoewel er wel degelijk ook een aantal oud-ANVO'ers belangrijke posities kreeg.